# Ommata tenuis
Ommata tenuis là một loài bọ cánh cứng trong họ Cerambycidae.